# ادری بارکر
ادری بارکر (انگلیسی: A. L. Barker) (زادهٔ ۱۳ آوریل ۱۹۱۸ – درگذشت ۲۱ فوریه ۲۰۰۲)FRSL نویسنده رمان‌های کوتاه اهل انگلستان بود. او در طول عمر خود بالغ بر ده مجموعه داستان کوتاه نوشت که توانست جایزه ادبی من بوکر در سال ۱۹۷۰ و جایزه ادبی سامرست موم را در سال ۱۹۴۷ تصاحب کند.
این نویسنده زن نخستین کسی بود که جایزه ادبی سامرست موم را با نگاشتن مجموعه داستان کوتاه بیگناه در سال ۱۹۴۷ را از آن خود کرد.